# Batalla de Saint-Gervais
Batalla de Saint-Gervais (La batalla de Saint-Gervais va tenir lloc el 15 d'abril de 1793 durant la Primera Guerra de Vendée.)

## Preludi
- Article detallat: Batalla de Challans (1793).

El 12 d'abril, les forces republicanes del general Henri de Boulard van entrar a Challans sense trobar resistència. El dia 13, els Vendéans liderats per Charette i Joly van intentar recuperar la ciutat, però van ser rebutjats. El dia 14, per apropar-se a l'Île de Noirmoutier, la columna de Boulard va arribar a Beauvoir-sur-Mer, mentre que la del seu segon, Esprit Baudry d'Assson, s'instal·là a Saint-Gervais. El dia 15, els Vendéans van atacar Saint-Gervais.

## Forces implicades
L'exèrcit republicà del general Boulard comptava llavors entre 3.700 i 4.280 homes,i amb almenys quatre canons.
Les forces de Vendée estan comandades per Charette, du Chaffault i Guerry. Joly, ferit, probablement està absent. El seu nombre varien segons les fonts: el general Boulard estima el seu nombre en només 2000, René Bittard des Portes en 7000, els voluntaris de Jarnac i Savary en 8000. Un presoner de Vendée anomenat Boursain, jutjat per la comissió militar de Machecoul, afirma en el seu interrogatori que l'exèrcit insurgent només tenia 1.500 homes en combat a Saint-Gervais. En una carta adreçada a Bouin, el comitè reialista de Machecoul també indica que l'exèrcit no estava del tot unit i que Charette es va veure obligat a llançar la batalla una hora abans de l'arribada dels reforços dirigits per Guerry de la Fortinière. Els revoltats també disposen d'una sola peça d'artilleria: una petita colobrina muntada sobre un carro.

## Procés
El 14 d'abril i el matí del 15, Boulard va fer un reconeixement a Beauvoir-sur-Mer per assegurar-se si el camí que conduïa a l'illa de Noirmoutier era practicable per a l'artilleria. Però els camins fangosos el van convèncer que cap pas seria practicable durant tres setmanes o un mes.
El 15 d'abril, a les nou del matí o migdia, els Vendéans, dividits en tres columnes, van atacar Saint-Gervais, sostingut per la columna de Baudry d'Asson. Charette ataca pel camí de Machecoul, de Chaffault pel de Palluau i Guerry pel de Challans. El primer xoc comença davant del poble, al lloc anomenat La Salle. Les diferents columnes de Vendée no aconsegueixen atacar de manera coordinada i són refusades una darrere l'altra.
La columna republicana de Baudry d'Asson, però, va acabar retrocedint a Saint-Gervais, abans d'abandonar la ciutat als insurrectes i tornar-se a desplegar a la carretera de Beauvoir-sur-Mer, a l'oest, on l'artilleria es va posar en bateria. El foc dels canons republicans va afeblir la moral dels Vendéans que anaven a la baixa. Boulard també va acabar incorporant-se a Saint-Gervais amb reforços. Els republicans van contraatacar amb els chasseurs du Midi i un batalló de voluntaris de Bordeus dirigits directament per Boulard que van fer fugir els insurgents i van recuperar la ciutat de Saint-Gervais. Els Vendéans van fugir en direcció a Challans, que van creuar sense aturar-s'hi.

## Pèrdues
El general Boulard calcula que els revoltats han perdut «molta gent», mentre que les baixes de la 2a divisió són dos morts i deu ferits. Segons l'informe de Gallet, comissari del departament, els pagesos van deixar 80 morts i diversos presos. Tres d'ells, entre ells François Angibaud, líder insurgent de Beauvoir-sur-Mer, van ser condemnats a mort el 18 d'abril per la comissió militar de Les Sables i guillotinats dos dies després. Bittard des Portes informa de 60 morts entre els Vendéans i Mercier du Rocher de 200. L'única culebrina dels Vendéans és capturada pels republicans. Un líder insurgent, el perruquer Gaston -el nom real del qual és Gaston Bourdic o Jean-François Gaston- al capdavant de les bandes de La Garnache, és capturat i executat sumàriament. Durant la lluita també van morir dos sacerdots, entre els quals Denogent, sacerdot constitucional de Saint-Jean-de-Monts, mort per error pels republicans.

## Conseqüències
El general Boulard, però, va decidir abandonar el seu projecte d'expedició a l'illa de Noirmoutier, no considerant-ho possible en aquesta temporada amb les poques forces de què disposa. El 16 d'abril tornà a Challans i hi romangué fins al 20 sense preocupar-se.
Pressionat pel representant en missió Niou per prendre l'illa de Noirmoutier, Boulard va rebre, però, instruccions contradictòries del representant Carra. Aquest últim, juntament amb el general d'Ayat, li retreuen haver abandonat darrere seu La Mothe-Achard, on es van tornar a denunciar els insurrectes l'11 d'abril, i es preocupa pel seu aïllament i la seva distància amb les Sables. com la distància que ara el separa de les forces de d'Ayat -4.000 homes a Fontenay-le-Comte, La Châtaigneraie i Sainte-Hermine- que deixa gairebé sense defenses tot l'espai entre els seus dos exèrcits. Boulard informa Niou aux Sables, que cedeix i li demana que segueixi les instruccions de Carra.
El 20 d'abril, Boulard va deixar Challans per reparar el Pont de la Chaise a Saint-Gilles-sur-Vie, que els Vendéans havien posat fora d'ús per tal de tallar-li el subministrament d'aliments. Després va continuar la seva retirada per Vairé i L'Aiguillon-sur-Vie, va dormir a Olonne-sur-Mer el 21 d'abril i va arribar a La Mothe-Achard el 22 d'abril, on la seva avantguarda va fer volar un estada de Vendéans.
El 14 de maig, la Convenció Nacional declara, a proposta de Gensonné, que l'exèrcit de Boulard "ha merescut el mérit de la pàtria".